# Xyrichtys martinicensis
 Xyrichtys martinicensis és una espècie de peix de la família dels làbrids i de l'ordre dels perciformes.

## Morfologia
Els mascles poden assolir els 15 cm de longitud total.

## Distribució geogràfica
Es troba des del sud de Florida (Estats Units) i Bahames fins al nord de Sud-amèrica.